# Ruesga
Ruesga é um município da Espanha na comarca de Asón-Agüera, província e comunidade autónoma da Cantábria. Tem 88 km² de área e em 2021 tinha 826 habitantes (densidade: 9,4 hab./km²).

## Demografia
| Variação demográfica do município entre 1991 e 2004 [carece de fontes?] | Variação demográfica do município entre 1991 e 2004 [carece de fontes?] | Variação demográfica do município entre 1991 e 2004 [carece de fontes?] | Variação demográfica do município entre 1991 e 2004 [carece de fontes?] |
| ----------------------------------------------------------------------- | ----------------------------------------------------------------------- | ----------------------------------------------------------------------- | ----------------------------------------------------------------------- |
| 1991                                                                    | 1996                                                                    | 2001                                                                    | 2004                                                                    |
| 1343                                                                    | 1281                                                                    | 1185                                                                    | 1136                                                                    |